# Roman Karmazin
Roman Karmazin est un boxeur russe né le 2 janvier 1973 à Kuznetsk.

## Carrière
Passé professionnel en 1996, il devient champion d'Europe EBU des super-welters en 2000 et 2003 puis champion du monde IBF de la catégorie le 14 juillet 2005 après sa victoire aux points contre Kassim Ouma. Karmazin perd son titre dès le combat suivant face à Cory Spinks le 8 juillet 2006. Devenu champion d'Amérique du Nord NABF des poids moyens en 2008, il rencontre le champion IBF Sebastian Sylvester le 5 juin 2010 mais ne parvient pas à faire mieux que match nul. Il met un terme à sa carrière l'année suivante sur un bilan de 40 victoires, 5 défaites et 2 matchs nuls.